# Pah Wongso Pendekar Boediman
Pour plus de détails, voir Fiche technique et Distribution.
Pah Wongso Pendekar Boediman (littéralement Pah Wongso, le guerrier juste) est un film policier perdu des Indes orientales néerlandaises (aujourd'hui Indonésie), produit par Jo Eng Sek, sorti le 1er avril 1941.

## Bibliographie

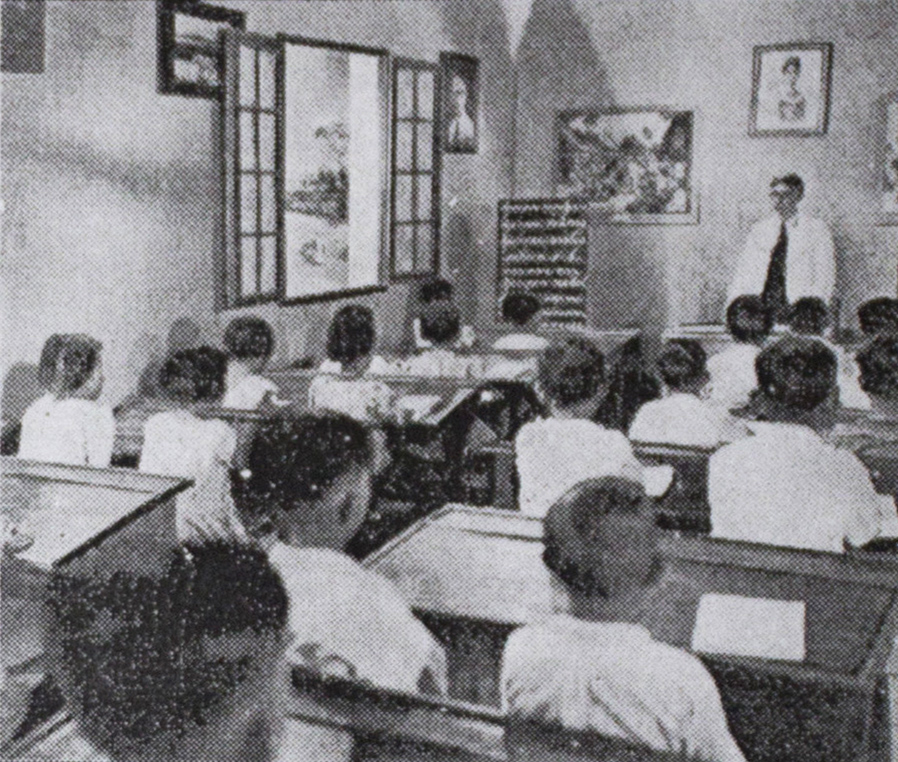
Image du film